# Kirbya moerens
Kirbya moerens là một loài ruồi trong họ Tachinidae.